# Nolana peruviana
Nolana peruviana là loài thực vật có hoa trong họ Cà. Loài này được (Gaudich.) I.M.Johnst. mô tả khoa học đầu tiên năm 1936.